# Álex Bermejo
Álex Bermejo, né le 11 décembre 1998 à Barcelone en Espagne, est un footballeur espagnol qui évolue au poste d'attaquant au Burgos CF.

## Biographie

### Jeunesse et formation
Álex Bermejo est né à Barcelone en Espagne, il est formé par l'un des clubs de sa ville natale, l'Espanyol de Barcelone. Il joue notamment avec l'équipe réserve de 2016 à 2019 mais ne fait aucune apparition en équipe première.

### CD Tenerife
Le 11 juin 2019, est annoncé l'arrivée d'Álex Bermejo au CD Tenerife, avec qui il signe un contrat de trois ans. Le club évolue alors en deuxième division espagnole. Il joue son premier match en professionnel le 17 août 2019, lors de la première journée de la saison 2019-2020 perdue face au Real Saragosse (2-0). Le 15 septembre suivant, Bermejo se distingue en inscrivant son premier but et en délivrant une passe décisive face à l'Albacete Balompié. Il contribue ainsi à la victoire de son équipe par quatre buts à zéro. Il s'impose rapidement comme un joueur important de l'équipe première, étant une des révélations du début de saison. Le 29 septembre 2019 il réalise son premier doublé, lors de la victoire de son équipe face au CD Lugo, en championnat (1-4 score final).

### Burgos CF
Parti en fin de contrat du CD Tenerife alors que celui-ci se terminait en juin 2022, Álex Bermejo rejoint alors librement le Burgos CF le 21 juillet 2022.
Il joue son premier match pour le Burgos CF le 14 août 2022, lors de la première journée de la saison 2022-2023 de deuxième division espagnole contre le Málaga CF. Il est titularisé et son équipe s'impose par un but à zéro. Bermejo inscrit son premier but pour le Burgos CF le 4 septembre 2022, lors d'une rencontre de championnat contre le FC Cartagena. Titulaire, il donne la victoire à son équipe en étant l'unique buteur de la rencontre, sur penalty.

### Style de jeu
Álex Bermejo est un joueur polyvalent, capable d'occuper plusieurs postes offensifs comme ailier gauche ou second attaquant.